# Fernand Gouré
Bi Irié Fernand Gouré (Yamoussoukro, 2002. április 12. –) elefántcsontparti labdarúgó, jelenleg a Zürich (kölcsönben a Westerlo csapatától) játékosa, csatár. 

## Pályafutása
Abidjan városában kezdett edzésekre járni, innen került a AS Denguéléhez. Példaképe Elefántcsontpart legsikeresebb labdarugója, Didier Drogba. A légióskodást az izraeli MK Makkabi Netánjában kezdte. Izraeli pályafutása után csatlakozott a belga másodosztályban szereplő KVC Wasterlo csapatához, a kevés játéklehetőség miatt azonban kölcsönben csatlakozott az magyar élvonalbeli Újpest csapatához, ahol bemutatkozó mérkőzésén gólt fejelt.  2023. április 21-én a Budapest Honvéd elleni rangadón a 89. percben döntő fontosságú gólt szerzett, amivel elvitte csapatával a 3 pontot Kispestről.  A 2022–23-as újpesti szezon legeredményesebb játékosa lett 8 bajnoki szerzett góllal, míg minden sorozatot figyelembe véve 27 tétmérkőzésen 11 alkalommal volt eredményes lila-fehér mezben. 2023 júniusában, kölcsönszerződése lejárta után visszatért a Westerlóhoz. 2023. szeptember 7-én a Dunaszerdahelyhez adta kölcsön belga csapata. 2024. július 3-án jelentették be, hogy kölcsönben a svájci Zürichhez szerződik.

## Sikerei, díjai
KVC Westerlo
- Belga bajnok (másodosztály) (1): 2021–22

 FC DAC
- Szlovák bajnokság ezüstérmes (1): 2023–24